# Eragrostis chabouisii
Eragrostis chabouisii är en gräsart som beskrevs av Jean Marie Bosser. Eragrostis chabouisii ingår i släktet kärleksgrässläktet, och familjen gräs.
Artens utbredningsområde är Madagaskar. Inga underarter finns listade i Catalogue of Life.